# Kacper Popik
Kacper Popik (ur. 19 października 1992 w Bielsku-Białej) – polski siatkarz, grający na pozycji rozgrywającego.

## Kariera
Syn Wiesława Popika, siatkarza i trenera.
Jest wychowankiem BBTS Bielsko-Biała. W latach 2008–2011 występował w Norwidzie Częstochowa. Następnie reprezentował barwy takich klubów, jak BBTS Bielsko-Biała, Energetyk Jaworzno, Kęczanin Kęty i KPS Siedlce. W sezonie 2015/2016 występował w Ishøj Volley, z którym zdobył trzecie miejsce w mistrzostwach Danii. W 2016 roku został siatkarzem Aluronu Virtu Warty Zawiercie. Z zawierciańskim klubem awansował w 2017 roku do PlusLigi. W sezonie 2017/2018 na tym szczeblu rozgrywek rozegrał w barwach Aluronu Virtu Warty 19 spotkań. W 2018 roku odszedł z klubu.

## Sukcesy klubowe
Liga duńska:
- 2016

I liga polska:
- 2017

## Sukcesy reprezentacyjne
Letnia Uniwersjada:
- 2013